# إيليا مودروف
ايليا Mudrov (ولد في قالب:Date sport) هو رياضي روسي متخصص في القفز بالزانة.

## السيرة الذاتية
بعد تعليق روسيا من تشرين الثاني / نوفمبر 2015 لجميع المسابقات من الأراضي بسبب المنشطات الدولة، Mudrov أودعت مع 38 الرياضيين الآخرين مع ملف من أجل المشاركة في المسابقات تحت راية رياضي محايد. الطلب الذي تم قبوله في 11 نيسان / أبريل عام 2017 مع 6 الرياضات الأخرى، مقارنة مع 17 رفضت.

## سجل
| تاريخ | المنافسة         | مكان    | نتيجة    | العلامة |
| ----- | ---------------- | ------- | -------- | ------- |
| 2014  | DécaNation       | أنجيه   | الثاني}} | 5.70 م  |
| 2015  | الألعاب الجامعية | غوانغجو | الثاني}} | 5.50 م  |

## السجلات
| اختبار        | اختبار          | الأداء        | مكان       | تاريخ                         |
| ------------- | --------------- | ------------- | ---------- | ----------------------------- |
| القفز بالزانة | في الهواء الطلق | 5.70 م        | كازان يغضب | 25 يوليو, 2014 30 أغسطس, 2014 |
| القفز بالزانة | صالة            | م 5 ، 78 ميجا | مالمو      | 25 فبراير 2015                |

## وصلات خارجية
- إيليا مودروف على موقع الاتحاد الدولي لألعاب القوى (الإنجليزية)
- إيليا مودروف على موقع الدوري الماسي (الإنجليزية)